# Greatest Hits (album The Jackson 5)
Greatest Hits – składanka The Jackson 5 wydana przez Motown Records, rozeszła się w nakładzie 5,6 miliona egzemplarzy na całym świecie.

## Lista utworów
1. "I Want You Back"
2. "ABC"
3. "Never Can Say Goodbye"
4. "Sugar Daddy"
5. "I’ll Be There"
6. "Maybe Tomorrow"
7. "The Love You Save"
8. "Who’s Lovin’ You"
9. "Mama’s Pearl"
10. "Goin' Back To Indiana"
11. "I Found That Girl"